# Seznam představitelů Sovětského svazu
Po bolševické revoluci (1917) a ruské občanské válce (1917–1922/1925) vznikl v roce 1922 Sovětský svaz, který vystřídal Ruské impérium. Nejvýznamnější politické pozice zaujímali nejvyšší představitelé vlády a komunistické strany, později také předsedové Prezídia Nejvyššího sovětu SSSR, od roku 1990 namísto toho prezident SSSR.
Tituly ale byly spíše podružnější, sovětská moc vycházela z méně formálních struktur.

## Nejvyšší představitelé Sovětského svazu
Nejvyšší představitelé Svazu sovětských socialistických republik (SSSR) v průběhu jeho existence:
| Jméno                           | Stranická funkce                                                                                    | Státní funkce |
| ------------------------------- | --------------------------------------------------------------------------------------------------- | --- |
| Vladimir Iljič Lenin            | neformální vůdce bolševiků od samého počátku                                                        | předseda rady lidových komisařů (26. 10. 1917 – 21. 1. 1924) |
| Josif Vissarionovič Stalin      | generální tajemník KSSS (3. 4. 1922 – 16. 10. 1952)                                                 | předseda rady lidových komisařů (6. 5. 1941 – 5. 3. 1953) lidový komisař pro obranu (19. 7. 1941 – 3. 3. 1947)                                                     |
| Georgij Maximilianovič Malenkov | neformální vůdce KSSS po Stalinově smrti                                                            | předseda rady ministrů SSSR (6. 3. 1953 – 8. 3. 1955) |
| Nikita Sergejevič Chruščov      | první tajemník KSSS (7. 9. 1953 – 14. 10. 1964)                                                     | předseda rady ministrů SSSR (27. 3. 1958 – 14. 10. 1964) |
| Leonid Iljič Brežněv            | první tajemník KSSS (14. 10. 1964 – 8. 4. 1966) generální tajemník KSSS (8. 4. 1966 – 10. 11. 1982) | předseda prezídia Nejvyššího sovětu SSSR (8. 5. 1960 – 14. 10. 1964; 16. 6. 1977 – 10. 11. 1982)                                                                   |
| Jurij Andropov                  | generální tajemník KSSS (12. 11. 1982 – 9. 2. 1984)                                                 | předseda prezídia Nejvyššího sovětu (16. 6. 1983 – 9. 2. 1984) |
| Konstantin Černěnko             | generální tajemník KSSS (13. 2. 1984 – 10. 3. 1985)                                                 | předseda prezídia Nejvyššího sovětu (11. 4. 1984 – 10. 3. 1985) |
| Michail Gorbačov                | generální tajemník KSSS (11. 3. 1985 – 24. 8. 1991)                                                 | předseda prezídia Nejvyššího sovětu (1. 10. 1988 – 25. 5. 1989) předseda Nejvyššího sovětu (25. 5. 1989 – 15. 3. 1990) prezident SSSR (15. 3. 1990 – 25. 12. 1991) |

## Představitelé Sovětského svazu

### Nejvyšší představitelé státu a představitelé zákonodárných orgánů
Nejvyšším orgánem státní moci byl všesvazový sjezd sovětů, mezi sjezdy pak Ústřední výkonný výbor SSSR (CIK; rusky Центральный исполнительный комитет СССР, ЦИК). V čele CIKu stálo společně několik předsedů:
- Michail Kalinin, 30. prosince 1922 – 12. ledna 1938 (za RSFSR)
- Grigorij Ivanovič Petrovskij, 30. prosince 1922 – 12. ledna 1938 (za Ukrajinskou SSR)
- Alexandr Grigorjevič Červjakov, 30. prosince 1922 – 16. června 1937 (za Běloruskou SSR)
- Nariman Kerbalaj Nadžaf ogly Narimanov, 30. prosince 1922 – 19. března 1925 (za ZSFSR)
- Gazandaf Machmud ogly Musabekov, 21. května 1925 – červen 1937 (za ZSFSR)
- Nedirbaj Ajtakov, 21. května 1925 – 21. července 1937 (za Turkmenskou SSR)
- Fajzulla Gubajdullajevič Chodžajev, 21. května 1925 – 17. června 1937 (za Uzbeckou SSR)
- Maksum Nusratullo, 18. března 1931 – 4. ledna 1934 (za Tádžickou SSR)
- Abdullo Rachimbajevič Rachimbajev, 4. ledna 1934 – září 1937 (za Tádžickou SSR)

Podle ústavy z roku 1936 funkce hlavy státu plnilo prezídium Nejvyššího sovětu SSSR. V čele prezídia stál předseda prezídia Nejvyššího sovětu SSSR:
- Michail Kalinin, 17. ledna 1938 – 19. března 1946
- Nikolaj Michajlovič Švernik, 19. března 1946 – 15. března 1953
- Kliment Jefremovič Vorošilov, 15. března 1953 – 7. května 1960
- Leonid Iljič Brežněv, 7. května 1960 – 15. července 1964
- Anastáz Ivanovič Mikojan, 15. července 1964 – 9. prosince 1965
- Nikolaj Viktorovič Podgornyj, 9. prosince 1965 – 16. června 1977
- Leonid Iljič Brežněv, 16. června 1977 – 10. listopadu 1982
- Jurij Andropov, 16. června 1983 – 9. února 1984
- Konstantin Černěnko, 11. dubna 1984 – 10. března 1985
- Andrej Andrejevič Gromyko, 2. července 1985 – 1. října 1988
- Michail Gorbačov, 1. října 1988 – 25. května 1989

Po reorganizaci ústavních orgánů roku 1989 se stal nejvyšším představitelem státu předseda Nejvyššího sovětu, po zavedení funkce prezidenta SSSR v březnu 1990 se pravomoci předsedy Nejvyššího sovětu snížily, když zůstal pouze hlavou zákonodárného sboru:
- Michail Gorbačov, 25. května 1989 – 15. března 1990
- Anatolij Ivanovič Lukjanov, 15. března 1990 – září 1991

Od roku 1990 se hlavou státu stal prezident SSSR:
- Michail Gorbačov, 15. března 1990 – 25. prosince 1991

### Předsedové vlády
Vláda Sovětského svazu se do roku 1946 nazývala Rada lidových komisařů SSSR, poté Rada ministrů SSSR, od ledna 1991 Kabinet ministrů SSSR. V jejím čele stál předseda rady lidových komisařů, resp. předseda Rady ministrů, od ledna 1991 premiér-ministr (премьер-министр СССР).
Předsedové Rady lidových komisařů:
- Vladimir Iljič Lenin, 6. července 1923 – 24. ledna 1924
- Alexej Ivanovič Rykov, 2. února 1924 – 19. prosince 1930
- Vjačeslav Michajlovič Molotov, 19. prosince 1930 – 6. května 1941
- Josif Vissarionovič Stalin, 6. května 1941 – 15. března 1946

Předsedové Rady ministrů SSSR:
- Josif Vissarionovič Stalin, 19. března 1946 – 5. března 1953
- Georgij Maximilianovič Malenkov, 5. března 1953 – 8. února 1955
- Nikolaj Alexandrovič Bulganin, 8. února 1955 – 27. března 1958
- Nikita Sergejevič Chruščov, 27. března 1958 – 14. října 1964
- Alexej Nikolajevič Kosygin, 14. října 1964 – 23. října 1980
- Nikolaj Alexandrovič Tichonov, 23. října 1980 – 27. září 1985
- Nikolaj Ivanovič Ryžkov, 27. září 1985 – 19. ledna 1991

Premiér-ministr SSSR:
- Valentin Sergejevič Pavlov, 19. ledna 1991 – 22. srpna 1991

Od 6. září 1991 funkce předsedy vlády plnil předseda Výboru pro operativní řízení národního hospodářství SSSR, od 20. září předseda Mezirepublikového ekonomického výboru SSSR, od 14. listopadu 1991 předseda Mezistátního ekonomického výboru SSSR:
- Ivan Stěpanovič Silajev, 6. září 1991 – 26. prosince 1991

### Nejvyšší představitelé komunistické strany
V letech 1922–1952 funkce generálního tajemníka komunistické strany (nezaujímal ji V. I. Lenin, ale od počátku J. V. Stalin). V letech 1953–1966 funkce prvního tajemníka, poté opět funkce generálního tajemníka.
- Vladimir Iljič Lenin (1917–1924) (pouze de facto)
- Josif Vissarionovič Stalin (1922–1952)
- Georgij Maximilianovič Malenkov (1953) (pouze de facto)
- Nikita Sergejevič Chruščov (1953–1964)
- Leonid Iljič Brežněv (1964–1982)
- Jurij Andropov (1982–1984)
- Konstantin Černěnko (1984–1985)
- Michail Gorbačov (1985–1991)